# Colonne corticale

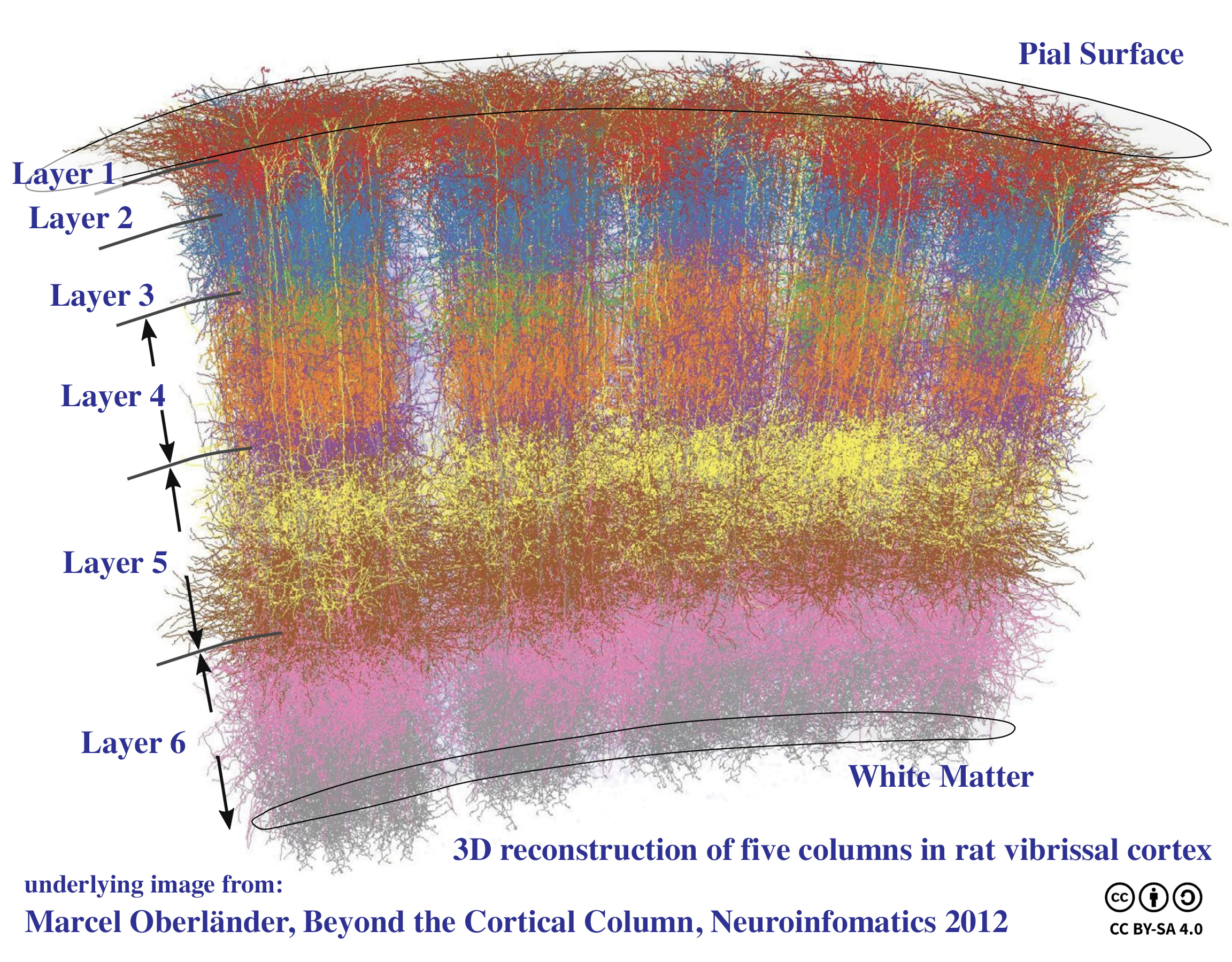
Reconstruction 3D de cinq colonnes corticales dans le cortex vibratoire du rat.

Une colonne corticale est un groupe de neurones situés dans le cortex cérébral dont les champs de réception sont identiques. D’ailleurs, si on introduit une microélectrode perpendiculairement à travers les différentes couches du cortex visuel, on ne rencontrera par exemple que des neurones qui ont la même préférence d’orientation, qu’ils aient des champs récepteurs simples ou complexes. Il s'agit dans cet exemple d'une colonne d'orientation. On distingue également les colonnes de dominance oculaire, ainsi que les blobs et interblobs (ou taches et intertaches) au sein des hypercolonnes du cortex visuel primaire.

## Cortex cérébral des mammifères
Le cortex cérébral des mammifères, la matière grise qui encapsule la matière blanche, est composé de couches. Le cortex humain mesure entre 2 et 3 mm d'épaisseur. Le nombre de couches est le même chez la plupart des mammifères, mais varie dans le cortex. Dans le néocortex 6 couches peuvent être reconnu bien que de nombreuses régions manquent d'une ou plusieurs couches, moins de couches sont présentes dans l'archipallium et le paléopallium.

### Organisation fonctionnelle colonnaire
L'organisation fonctionnelle colonnaire, telle que formulée à l'origine par Vernon Mountcastle, suggère que les neurones qui sont horizontalement à plus de 0,5 mm (500 µm) les uns des autres n'ont pas de champs réceptifs sensoriels qui se chevauchent, et d'autres expériences donnent des résultats similaires : 200-800 µm,,. Selon diverses estimations, il y aurait 50 à 100 minicolonnes corticales dans une hypercolonne, chacune comprenant environ 80 neurones. Leur rôle est mieux compris en tant " qu'unités fonctionnelles de traitement de l'information ".
Une distinction importante est que l'organisation en colonnes est fonctionnelle par définition, et reflète la connectivité locale du cortex cérébral. Les connexions "vers le haut" et "vers le bas" dans l'épaisseur du cortex sont beaucoup plus denses que les connexions qui s'étendent d'un côté à l'autre.